# Шмихел (Нова Горица)
Шмихел (словен. Šmihel, итал. San Michele) је насељено место у општини Нова Горица, Горишка регија, Словенија.

## Историја
До територијалне реорганизације у Словенији био је у саставу старе општине Нова Горица.

## Становништво
У попису становништва из 2011. године, Шмихел је имао 277 становника.
| Број становника према пописима | Број становника према пописима | Број становника према пописима |
| ------------------------------ | ------------------------------ | ------------------------------ |
| 1991                           | 2002                           | 2011                           |
| 214                            | 266                            | 277                            |

Напомена: До 1955. исказивано под именом Свети Михаел.